# La Seyne-sur-Mer
Pour les articles homonymes, voir Seyne et Seynes.
La Seyne-sur-Mer (prononcé localement [la ˈsɛjnə]) est une commune française située au bord de la Méditerranée dans le département du Var en région Provence-Alpes-Côte d'Azur. Elle fait partie de la métropole Toulon Provence Méditerranée (TPM).
Ses habitants sont appelés les Seynois (les autochtones prononcent traditionnellement « seïnois »).
La commune, qui comptait 62 905 habitants au dernier recensement de 2022, est la deuxième ville la plus peuplée du département (après Toulon) et se trouve au cœur de la métropole toulonnaise qui, avec ses 600 052 hab., est la 3e plus importante de la région.
Donnant sur l'ouest de la rade de Toulon et sur la Méditerranée, la commune possède un port de plaisance et un port de pêche. Elle constitue pour partie une station balnéaire avec son quartier des Sablettes. Les maisons néo-provençales des Sablettes, construites après la guerre, sont de l'architecte Fernand Pouillon.
La Seyne-sur-Mer a dû son développement principalement à la construction navale, la ville ayant abrité un des plus grands chantiers navals de France.

## Géographie

### Localisation

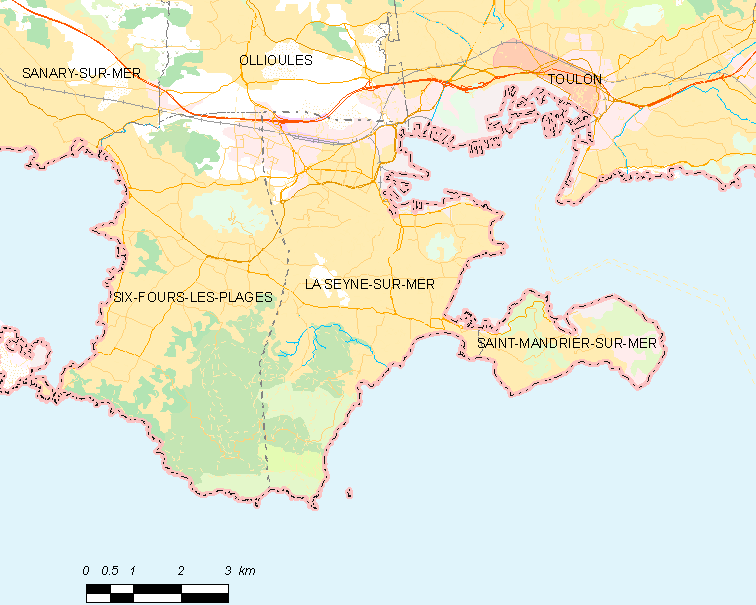
Carte de la commune.

La Seyne-sur-Mer est située sur la Côte d'Azur dans le sud-est du département du Var sur le littoral méditerranéen, à mi-chemin entre Marseille à l'ouest et Saint-Tropez à l'est, et à 30 km de l'aéroport de Toulon-Hyères.

#### Distances par rapport aux grandes villes
| La Seyne en France |        | Situation              |
| ------------------ | ------ | ---------------------- |
| Paris              | 696 km | nord-quart-nord-ouest  |
| Toulouse           | 363 km | ouest-quart-nord-ouest |
| Bordeaux           | 552 km | ouest-nord-ouest       |
| Grenoble           | 232 km | nord                   |
| Montpellier        | 171 km | ouest                  |
| Marseille          | 65 km  | ouest                  |
| Nantes             | 742 km | nord-ouest             |
| Lyon               | 306 km | nord-quart-nord-ouest  |
| Nice               | 150 km | est                    |

Le territoire de la commune est limitrophe de ceux de 3 communes :
|                      | Ollioules        | Mer Méditerranée       |
| Six-Fours-les-Plages | La Seyne-sur-Mer | Saint-Mandrier-sur-Mer |
|                      |                  | Mer Méditerranée       |

### Géologie et relief

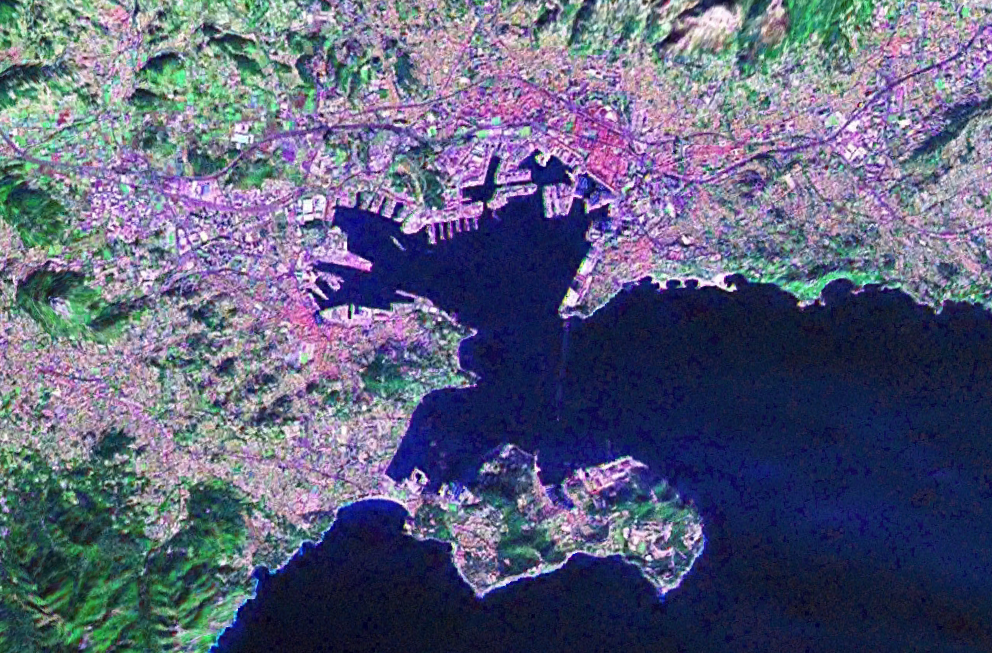
Image satellitaire de Toulon et La Seyne-sur-Mer.

Les territoires de La Seyne-sur-Mer et de Saint-Mandrier occupent la partie est de la presqu’île de Sicié, la partie ouest correspondant à la commune de Six-Fours-les-Plages. L’ensemble s’inscrit dans la « Provence cristalline ».

### Hydrographie et eaux souterraines
Un seul fleuve (très modeste) est présent à La Seyne-sur-Mer: l'Oïde,. Il prend naissance sur le bassin versant est du massif du Cap-Sicié.
La qualité des eaux souterraines fait l'objet d'une surveillance à partir de quinze stations.
La Seyne-sur-Mer dispose de la station d'épuration de Toulon Ouest - Cap-Sicié d'une capacité de 500 000 équivalent-habitants.

### Climat
Pour des articles plus généraux, voir Climat de Provence-Alpes-Côte d'Azur et Climat du Var.
En 2010, le climat de la commune est de type climat méditerranéen franc, selon une étude du Centre national de la recherche scientifique s'appuyant sur une série de données couvrant la période 1971-2000. En 2020, Météo-France publie une typologie des climats de la France métropolitaine dans laquelle la commune est exposée à un climat méditerranéen et est dans la région climatique Provence, Languedoc-Roussillon, caractérisée par une pluviométrie faible en été, un très bon ensoleillement (2 600 h/an), un été chaud (21,5 °C), un air très sec en été, sec en toutes saisons, des vents forts (fréquence de 40 à 50 % de vents > 5 m/s) et peu de brouillards.
Pour la période 1971-2000, la température annuelle moyenne est de 15,4 °C, avec une amplitude thermique annuelle de 14,7 °C. Le cumul annuel moyen de précipitations est de 711 mm, avec 6,6 jours de précipitations en janvier et 1,1 jours en juillet. Pour la période 1991-2020, la température moyenne annuelle observée par la station météorologique de Météo-France la plus proche, « Toulon », à Toulon, à 5 km à vol d'oiseau, est de 16,7 °C et le cumul annuel moyen de précipitations est de 633,4 mm. 
La température maximale relevée sur cette station est de 40,1 °C, atteinte le 7 juillet 1982 ; la température minimale est de −9 °C, atteinte le 2 février 1956,,.
| Mois                                  | jan.            | fév.          | mars            | avril         | mai            | juin         | jui.            | août            | sep.           | oct.            | nov.            | déc.            | année     |
| ------------------------------------- | --------------- | ------------- | --------------- | ------------- | -------------- | ------------ | --------------- | --------------- | -------------- | --------------- | --------------- | --------------- | --------- |
| Température minimale moyenne (°C)     | 6,6             | 6,3           | 8,4             | 10,5          | 13,9           | 17,5         | 19,9            | 20,2            | 17,1           | 14,1            | 10,1            | 7,5             | 12,7      |
| Température moyenne (°C)              | 9,9             | 10,1          | 12,4            | 14,7          | 18,3           | 22,2         | 24,7            | 25              | 21,5           | 17,8            | 13,5            | 10,7            | 16,7      |
| Température maximale moyenne (°C)     | 13,2            | 13,8          | 16,4            | 18,8          | 22,6           | 26,8         | 29,5            | 29,8            | 25,9           | 21,4            | 16,8            | 13,9            | 20,7      |
| Record de froid (°C) date du record   | −7,2 12.01.1987 | −9 02.02.1956 | −4,3 06.03.1971 | 0,3 03.04.22  | 4,6 01.05.1960 | 9 04.06.1984 | 12,8 17.07.00   | 12,3 31.08.1986 | 8,4 27.09.1972 | 3,2 30.10.1950  | −0,9 27.11.1945 | −4,5 29.12.1944 | −9 1956   |
| Record de chaleur (°C) date du record | 20,9 19.01.07   | 23,2 17.02.22 | 26,4 02.03.08   | 28,1 23.04.09 | 34,7 27.05.22  | 36 27.06.19  | 40,1 07.07.1982 | 37 03.08.1975   | 34,9 05.09.16  | 29,3 11.10.1985 | 24,2 03.11.1977 | 21,9 13.12.1961 | 40,1 1982 |
| Précipitations (mm)                   | 70,5            | 46,8          | 39              | 55,4          | 40,2           | 27           | 6,2             | 13,4            | 69,9           | 105,8           | 93,4            | 65,8            | 633,4     |

| Diagramme climatique                                  |             |           |              |              |            |             |              |              |               |              |             |
| J                                                     | F           | M         | A            | M            | J          | J           | A            | S            | O             | N            | D           |
| 13,26,670,5                                           | 13,86,346,8 | 16,48,439 | 18,810,555,4 | 22,613,940,2 | 26,817,527 | 29,519,96,2 | 29,820,213,4 | 25,917,169,9 | 21,414,1105,8 | 16,810,193,4 | 13,97,565,8 |
| Moyennes : • Temp. maxi et mini °C • Précipitation mm |             |           |              |              |            |             |              |              |               |              |             |

Les paramètres climatiques de la commune ont été estimés pour le milieu du siècle (2041-2070) selon différents scénarios d'émission de gaz à effet de serre à partir des nouvelles projections climatiques de référence DRIAS-2020. Ils sont consultables sur un site dédié publié par Météo-France en novembre 2022.

## Urbanisme

### Typologie
Au 1er janvier 2024, La Seyne-sur-Mer est catégorisée grand centre urbain, selon la nouvelle grille communale de densité à sept niveaux définie par l'Insee en 2022.
Elle appartient à l'unité urbaine de Toulon, une agglomération inter-départementale regroupant 27  communes, dont elle est une commune de la banlieue,,. Par ailleurs la commune fait partie de l'aire d'attraction de Toulon, dont elle est une commune d'un pôle secondaire,. Cette aire, qui regroupe 35 communes, est catégorisée dans les aires de 200 000 à moins de 700 000 habitants,.
La commune, bordée par la mer Méditerranée, est également une commune littorale au sens de la loi du 3 janvier 1986, dite loi littoral. Des dispositions spécifiques d’urbanisme s’y appliquent dès lors afin de préserver les espaces naturels, les sites, les paysages et l’équilibre écologique du littoral, tel le principe d'inconstructibilité, en dehors des espaces urbanisés, sur la bande littorale des 100 mètres, ou plus si le plan local d’urbanisme le prévoit.

### Occupation des sols

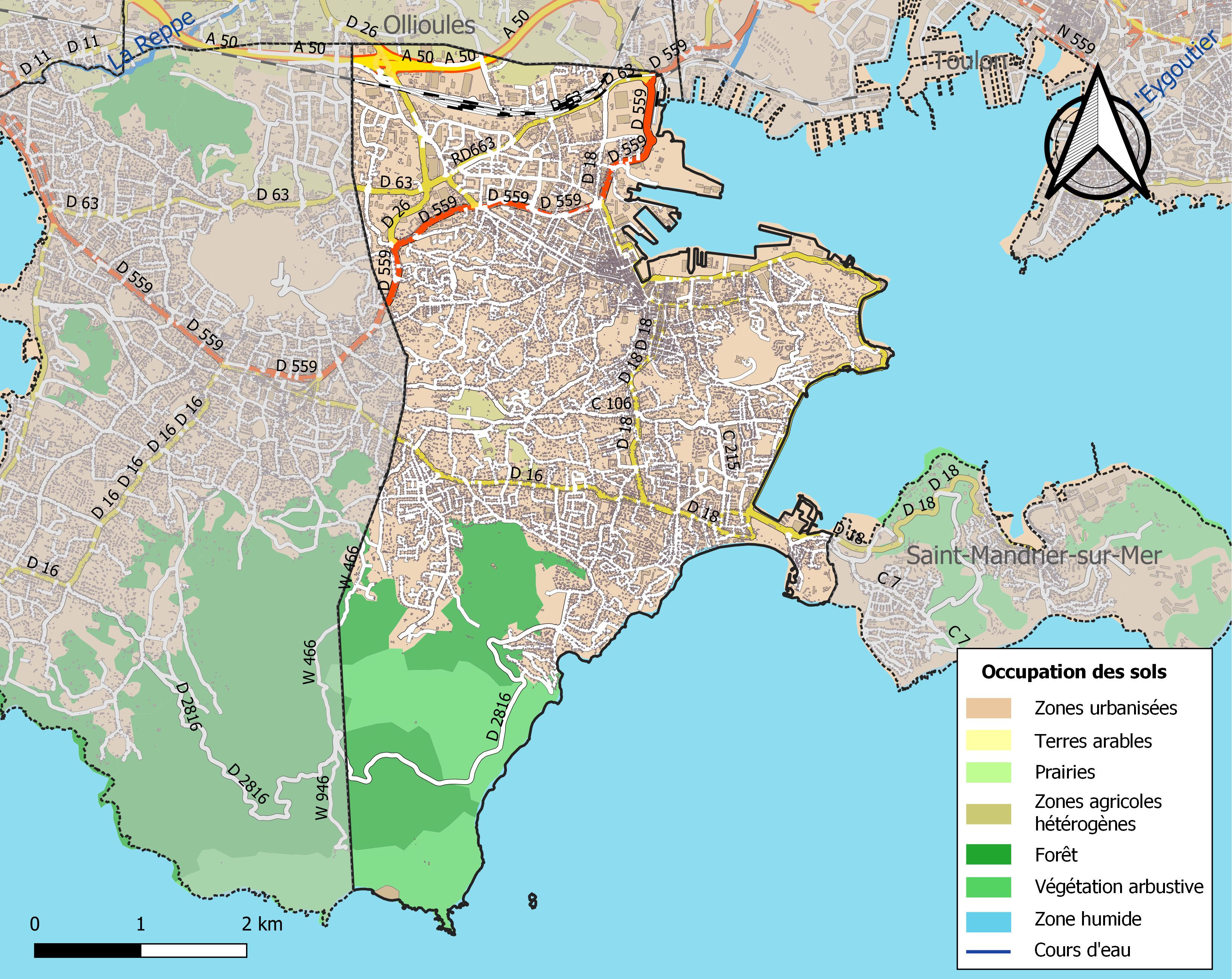
Carte des infrastructures et de l'occupation des sols de la commune en 2018 (CLC).

Le tableau ci-dessous présente l'occupation des sols de la commune en 2018, telle qu'elle ressort de la base de données européenne d’occupation biophysique des sols Corine Land Cover (CLC).
| Type d’occupation                                                                   | Pourcentage | Superficie (en hectares) |
| ----------------------------------------------------------------------------------- | ----------- | ------------------------ |
| Tissu urbain discontinu                                                             | 60,5 %      | 1425                     |
| Zones industrielles ou commerciales et installations publiques                      | 9,2 %       | 216                      |
| Réseaux routier et ferroviaire et espaces associés                                  | 1,4 %       | 34                       |
| Zones portuaires                                                                    | 4,2 %       | 99                       |
| Espaces verts urbains                                                               | 1,1 %       | 25                       |
| Systèmes culturaux et parcellaires complexes                                        | 1,4 %       | 32                       |
| Surfaces essentiellement agricoles interrompues par des espaces naturels importants | 0,6 %       | 13                       |
| Forêts de conifères                                                                 | 11,1 %      | 261                      |
| Végétation sclérophylle                                                             | 9,3 %       | 219                      |
| Mers et océans                                                                      | 1,4 %       | 32                       |
| Source : Corine Land Cover                                                          |             |                          |

### Morphologie urbaine

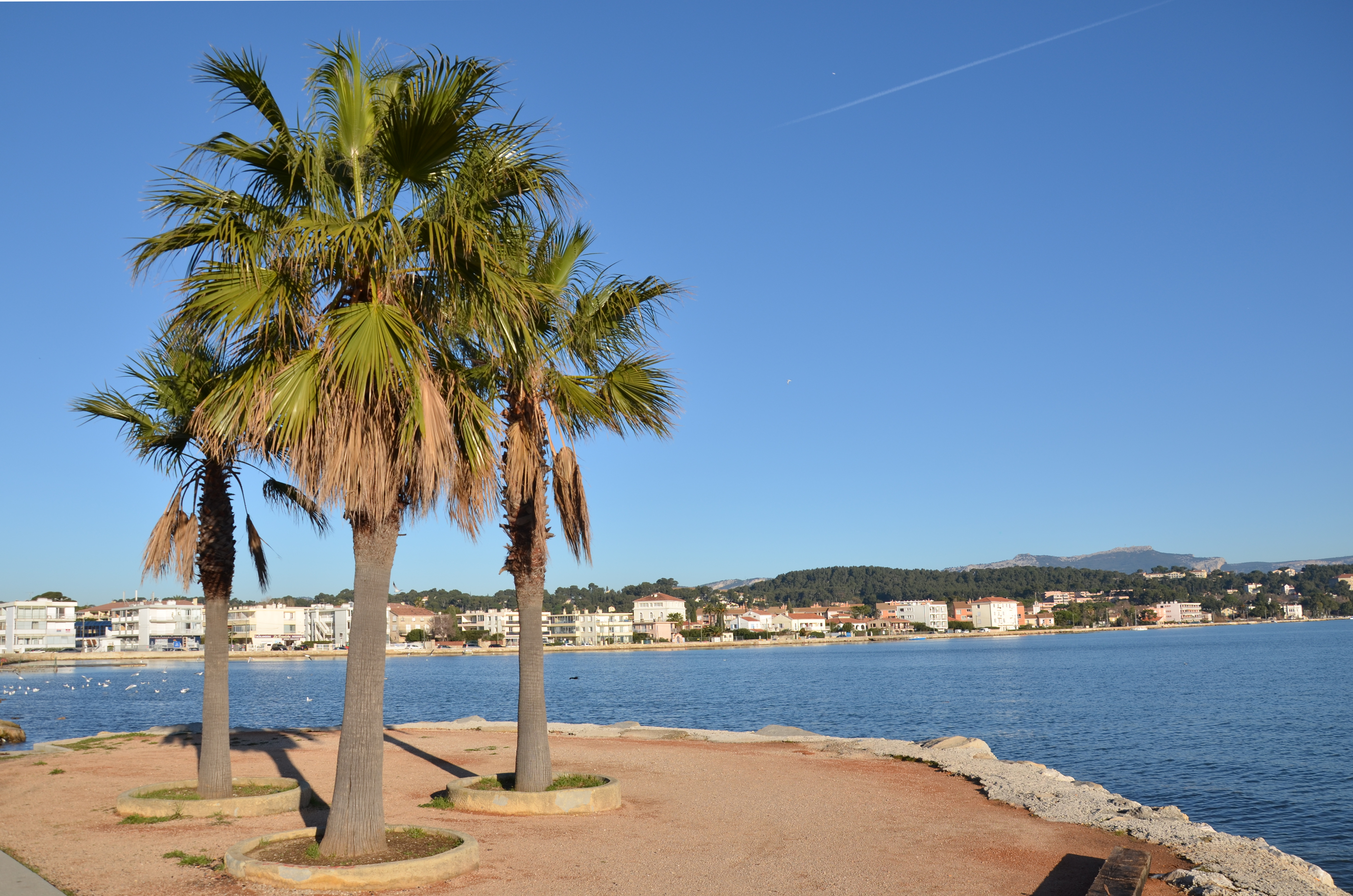
Vue sur la corniche de Tamaris, depuis les Sablettes.

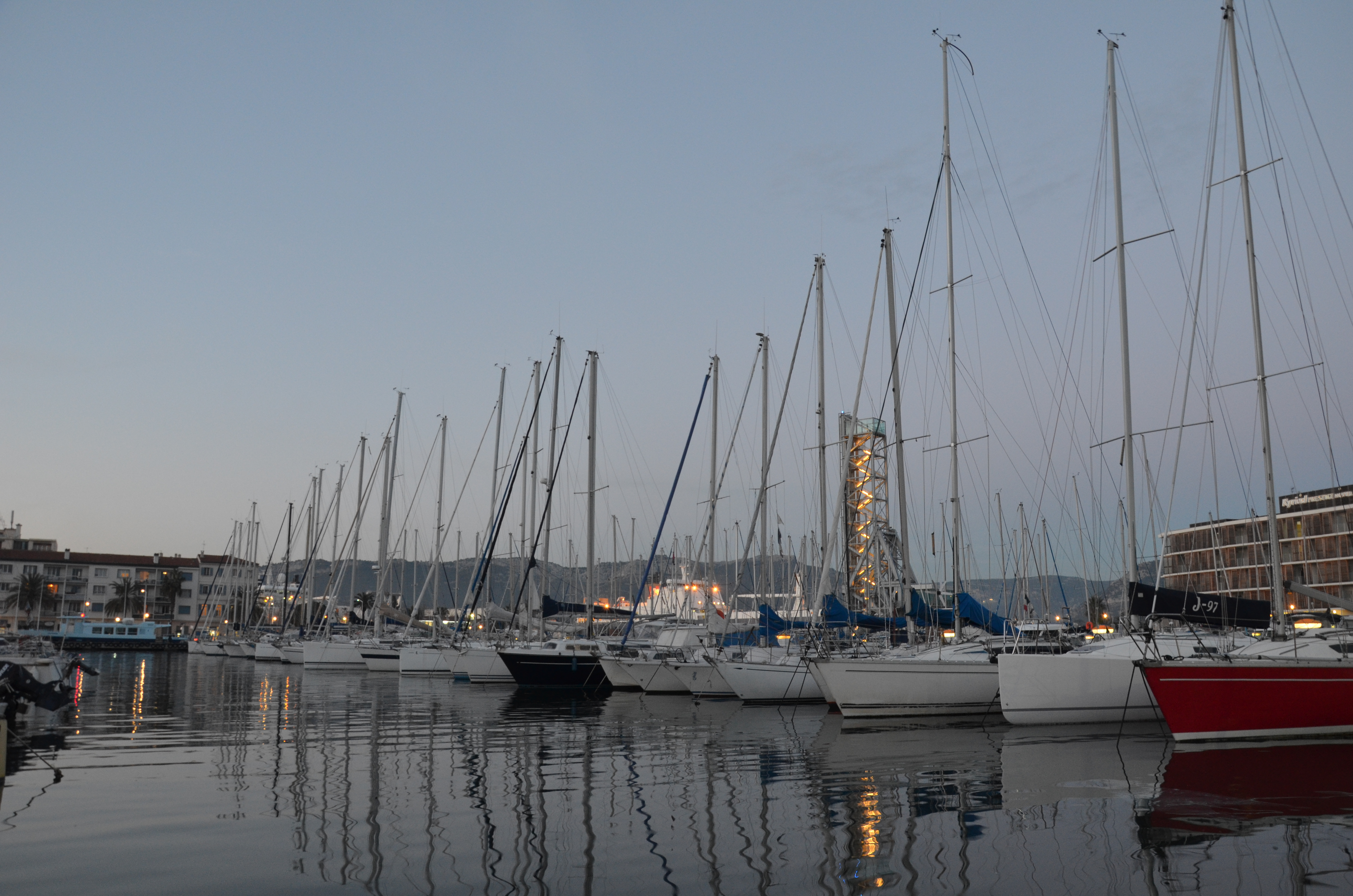
Le port de La Seyne-sur-Mer, avant la tombée de la nuit.

La commune comprend plusieurs quartiers et lieux-dits.
- Balaguier

Portion la plus à l'est du territoire seynois, au sud de l'Éguillette, et bordé par les corniches Bonaparte et Michel Pacha. Il est desservi par la ligne 83.
- Barban

Quartier situé entre le col d'Artaud et le quartier Pignet, au sud du chemin 216 de La Seyne à Six-Fours. On y trouve les terrains de tennis municipaux (chemin d'Artaud à Pignet, chemin du Couchant). Il est desservi par les lignes 84, 87, AB84 et AB88.
- Les Barelles

Quartier situé à l'extrémité nord de la forêt de Janas, entre l'ancien quartier Cachou (actuels lotissements du cap Sicié) et la limite de la commune de Six-Fours-les-Plages. Il est desservi par la ligne 81 (terminus du Mai).
- Bastian

Quartier situé au nord-ouest du quartier Mauvéou et au sud du chemin de Brémond. Il est desservi par les lignes 87, AB84, et AB88.
- Berthe

Quartier qui s'étend du chemin de La Seyne à Ollioules au chemin de Lagoubran aux Playes, non loin d'une zone commerciale. C'est un grand ensemble conçu dans les années 1960 pour donner plus de confort, d’espace, de modernité et de logements à ses habitants dans un nouveau quartier. Il est desservi par les lignes 2 et 81. Classé quartier prioritaire, il compte 8 000 habitants en 2020.
- Brémond

Quartier d'altitude moyenne 60 mètres, situé entre les quartiers Gavet, Bastian, Pignet et Domergue. Il est desservi par les lignes 84 et 87.
- Brégaillon

Quartier situé au nord-est de la commune comportant une colline dominant la baie de la Seyne (anse de Brégaillon) et le port de commerce La Seyne-Brégaillon. Il est desservi par les lignes 18, et la N2 (Nocturne 2).
- Camp-Laurent

Quartier situé à l'extrême nord-ouest de la commune, emplacement de la zone industrielle et de l'échangeur entre l'autoroute Marseille-Toulon et la route de La Seyne à Ollioules. Il est desservi par les lignes 12, 72 et 81 (terminus Langevin).
- Cavaillon

Quartier délimité par la rue Isnard, la place Séverine, la rue Cavaillon et la rue Louis-Blanqui (ex-rue Calade). Il est desservi par les lignes 18, 28, 84, 87 et N18.
- Centre-ville — Port

Quartier autour du port de La Seyne, abritant l'hôtel de ville et de nombreuses terrasses de café. Le port a été bombardé par les Allemands pendant la Seconde Guerre mondiale et la plupart des immeubles datent des années 1950. L'église Notre-Dame-de-Bon-Voyage (de style néogothique) est située derrière le port, à la jonction des rues d'Alsace, Parmentier et Berny. Il est desservi par les lignes 2, 8M (bateau), 12, 18, 28, 38M (bateau estivale) 81, 82, 83, 87, AB88, et les Nocturnes 2, 18 et 70
- Châteaubanne

Quartier localisé au sud de la route 559 de La Seyne à Toulon, de part et d'autre du chemin du Vieux-Reynier, entre les quartiers Vignelongue et Vallon des Signes. Il est desservi par les lignes 12, 70, 72, 81, 83 et AB88.
- Coste-Chaude

Versant exposé au sud de la colline du Rouquier et s'étendant jusqu'aux quartiers Mauvéou à l'ouest et les Plaines au sud. Il est desservi par les lignes 81 (Le Mai) et 87 (Sablettes).
- Le Crouton

Ancienne zone marécageuse, domaine des siagnes, roseaux et massettes, autrefois riche en gibier d'eau, située entre Tamaris, le chemin de l'Évescat aux Sablettes, l'avenue Noël-Verlaque et la baie du Lazaret, dont l'assainissement avait été commencé par Michel Pacha. Aujourd'hui, on y trouve les résidences La Croisette, les Loggias des Sablettes, Les Sagnarelles, dont les noms de rues (allée des Scirpes, allée du Sparganier, allée Brin-de-Jonc, allée du Typha) évoquent bien le passé marécageux de ce quartier. Il est desservi par les lignes 81 et 83.
- Domergue

Quartier situé entre Tortel, la Donicarde et les Quatre-Moulins. Il est desservi par l'Appel Bus AB88.
- La Donicarde

Quartier approximativement délimité par les quartiers du col d'Artaud (à l'ouest), Daniel (au nord), Domergue (à l'est) et les Isnards (au sud). Il est desservi par l'Appel Bus AB88.
- L'Éguillette

Quartier situé à l'extrémité est de la commune (la pointe de l'Éguillette s'avance dans la rade de Toulon, à environ 650 m au nord de la pointe de Balaguier). Il est desservi par la ligne 83.
- Fabrégas (toponymie : les forges[25])

Quartier situé entre la mer (plage de Fabrégas), la forêt de Janas (Corniche varoise) et le quartier de la Verne. Il est desservi par la ligne 81 (au départ ou → Fabregas). (toponymie : La baou rouge = la falaise rouge. Les terres gastes = les mauvaises terres. Malpasset = mauvais passage)
- Les Gabrielles

Quartier situé à l'est de la route de Janas et à l'ouest de la colline du Plan d'Aub, avant d'atteindre la Maison forestière et la clairière de Janas. On y trouve une piscine, un camping, un centre d'équitation, etc.. Il est desservi à proximité par la ligne 81 (au départ ou → Le Mai).
- Gai-Versant

Quartier du nord de la ville, entre les avenues d'Estienne-d'Orves et Antoine-de-Saint-Exupéry, centré sur la colline dont la crête est-ouest est parcourue par le chemin de Gai-Versant. Il est desservi par les lignes 70, 72 et 82.
- Gavet

Quartier situé aux environs du point le plus élevé (altitude 65 m.) atteint par le chemin de La Seyne à Bastian, plus précisément à l'intérieur du triangle formé par ce dernier avec le chemin de Fabre à Gavet. Il est desservi par l'Appel Bus AB88.
- Les Isnards

Quartier situé au sud du chemin de la Donicarde, sur les pentes ouest de la colline qui culmine à 72 m. (entre les quartiers Donicarde et Domergue). Il est desservi par l'Appel Bus AB88.
- Janas

Partie la plus au sud de la commune, qui est couverte par la forêt de Janas, et qui est au contact au nord-est avec les quartiers Fabrégas, les Gabrielles, le Plan d'Aub, et à l'ouest avec la commune de Six-Fours-les-Plages. Il est desservi par la ligne 81 (au départ ou → Le Mai).
- Jaumen

Quartier situé au sud du chemin du Vieux-Reynier, qui englobe le versant nord de la colline culminant à 66 m. où est édifiée la résidence La Commandante. Il est desservi par l'Appel Bus AB88
- Léry

Portion le plus à l'ouest de l'ancienne Grande Terre de Saint-Jean, située au sud des quartiers Camp-Laurent et Farlède, à l'est de Berthe et au nord de Vignelongue. On y trouve notamment deux stades et la Z.I. Jean-Monnet. Il est desservi par les lignes 12 (Nord), AB80 (Appel-Bus 80 et 84 (Léry).
- Mar-Vivo

Quartier du sud-est de la ville entre les quartiers des Sablettes, le Pas-du-Loup, les Plaines et la Verne. Il est desservi par les lignes 18, 28, 81, 84 et N18.
- Mauvéou

Quartier situé du côté sud du chemin de La Seyne à Bastian, entre le chemin de Mauvéou et le chemin de Paradis, donc entre les quartiers Bastian, Brémond, Coste-Chaude et Croix-de-Palun. Il est desservi par les lignes 84 (Brémond),l'Appel Bus AB88 et 87.
- Le Pas-du-Loup

Centré sur la partie sud de l'avenue Salvador-Allende et le chemin des Oliviers. Il se situe entre les Plaines (côté ouest) et Mar-Vivo (côté est). Il est desservi par les lignes 18, 28, 81, 84 et N18.
- Pignet

Quartier situé à la limite de la commune de Six-Fours-les-Plages, au niveau des chemins du Couchant et de Selon, entre Barban, Brémond et Bastian. Il est desservi par les lignes 70, 72, 84.
- Les Plaines

Quartier dont les limites ne sont pas évidentes à préciser, mais que l'on peut situer entre le Pas-du-Loup (à l'est), Coste-Chaude (au nord), Mauvéou et les Moulières (à l'ouest) et l'Oïde (au sud). Il est desservi par les lignes 81 et 84.
- Pont-de-Fabre

Quartier compris entre l'avenue Jean-Baptiste-Ivaldi (ancienne route des Sablettes), le chemin de Fabre à Gavet et le chemin Jean-Ghibaudo. Il est desservi par les lignes 8 (dimanche), 18, 28 et N18.
- Les Quatre-Moulins

Quartier situé sur une colline au sud du quartier Tortel, entre Domergue et Saint-Honorat (cimetière). On y accède, venant du nord, par le chemin Aimé-Genoud, ou, venant du sud, par le chemin des Quatre-Moulins. Ces chemins constituaient la voie des meuniers et des paysans qui exploitaient les moulins. Il est desservi par la ligne 87 et l'Appel Bus AB88.
- Les Sablettes

Portion de territoire constituant l'isthme de la presqu'île de Saint-Mandrier et comprenant la plage des Sablettes, le parc paysager Fernand-Braudel et l'agglomération qui s'est développée de part et d'autre de l'actuelle avenue Charles-de-Gaulle. Ce quartier est limité à l'est par Saint-Elme, au sud par la mer, à l'ouest par Mar-Vivo et au nord par le Crotton. Il est desservi par les lignes 18, 18M (bateau), 28 - 38M (bateau estivale) - 83 - 84 (terminus), N18M (bateau) et N18.
- Saint-Elme

Quartier situé à l'extrémité est de la plage des Sablettes. Il comprend un petit port de pêche et de plaisance, une base nautique municipale et un club nautique. Il est desservi par les lignes 8 (dimanche), 18 et 28.
- Tamaris

Quartier délimité, à l'est, par la baie du Lazaret (corniche Georges-Pompidou), au sud par le Crotton, à l'ouest par l'Évescat et au nord par Balaguier. On y trouve notamment, dans sa partie sud, l'Institut Michel-Pacha et les résidences Les Jardins d'Alizarine et Le Ciel Bleu, et, dans sa partie nord, le parc aménagé par Michel Pacha, avec la Villa Tamaris-Pacha et les résidences La pinède, Port Tamaris, Royal Amiral, Villa Eugénie, Les hameaux de Tamaris, Les terrasses de Tamaris, Les balcons de Tamaris, Les collines de Tamaris. Il est desservi par les lignes 18M, 82 et 83.
- Vignelongue

Quartier situé au sud du quartier Léry, entre le quartier Châteaubanne et la limite de la commune de Six-Fours-les-Plages. Il est maintenant traversé par les avenues de Londres et de Rome et inclut la Z.I. Jean-Monnet. Il est desservi par les lignes 70, 72, 83, l'Appel Bus AB88.

#### Rénovations
Le 7 janvier 2004, Arthur Paecht, alors maire de La Seyne-sur-Mer, a lancé les travaux de réaménagement du site des anciens chantiers navals, friche industrielle laissée à l'abandon depuis près de vingt ans. Ces quarante hectares sont aujourd'hui le plus grand projet urbanistique entre Gênes et Marseille[réf. nécessaire]. Ils accueillent le parc de la Navale, dédié à la mémoire des chantiers navals, et plus tard un site d'exposition, un nouveau port de plaisance, etc..
Les premières réalisations ont vu le jour en peu de temps : un grand parc, les places et voiries qui traversent désormais ce site avec le cours Toussaint-Merle. La restauration du pont levant, emblème de la cité, s'est achevée en 2009, comme le site d'exposition baptisé « Esplanade marine ». L'agglomération Toulon Provence Méditerranée, le département, la région, l'État et l'Union européenne soutiennent le vaste et ambitieux projet municipal. Cependant, celui-ci a un coût très élevé pour les finances de la commune, ce qui a conduit Arthur Paecht à faire de la ville l'une des plus imposées et des plus endettées de France. Battu aux élections de mars 2008, il a laissé la ville au bord de la tutelle.
Depuis ces élections, plusieurs opérations initialement prévues dans le périmètre du site des anciens chantiers navals ont connu des modifications importantes. Ainsi, par exemple, le projet de pôle théâtral a été abandonné. Le nouveau maire, Marc Vuillemot, a en effet choisi de recentrer certains volets du programme vers des aménagements « plus productifs » — du moins à première vue — de ressources pour l'économie locale. Ainsi sont sur les rails, la réfection et l'équipement des quais permettant l'accueil et l'hivernage de yachts de haute plaisance, le changement d'usage et la valorisation d'un vaste bâtiment industriel pour une activité commerciale, de loisirs et de mémoire de la construction navale et de l'activité maritime de la rade de Toulon, ou, en partenariat avec la Chambre de Commerce et d'Industrie du Var, l'installation d'une gare maritime permettant l'accueil de paquebots de croisière parmi les plus grands du monde.

### Voies de communication et transports

#### Transports routiers
La commune est accessible via l'autoroute A50 en direction de Toulon (à l'est) et Marseille (à l'ouest) : sortie no 13 (Camp-Laurent échangeur de La Seyne quartiers Ouest) - sortie 14 (Châteauvallon - La Seyne Centre) - sortie 15b (La Seyne Centre).

#### Transports en commun

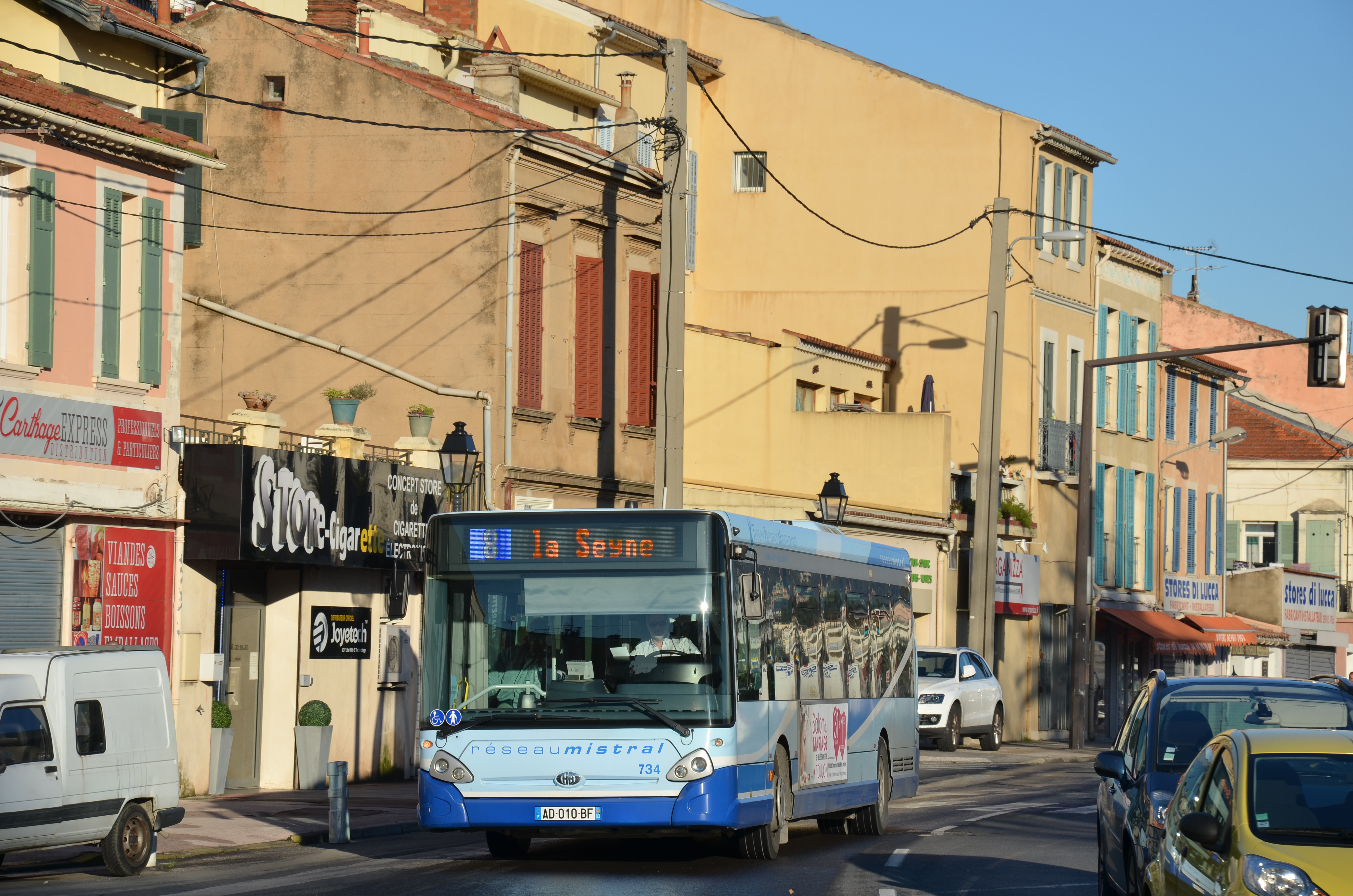
La Seyne-sur-Mer est desservie par les bus du réseau Mistral. HeuliezBus GX327 sur l'ancienne ligne 8 (nouvelle ligne 2) près du centre-ville.

C'est le réseau Mistral de la communauté d'agglomération Toulon Provence Méditerranée qui gère les transports en commun de La Seyne-sur-Mer :
- trois lignes maritimes : 8M, 18M, 38M (Estivale);
- quinze lignes terrestres : 2 (fusion des lignes 8 et 19 depuis le 06/01/2025), 12, 18, 28, 70, 72, 81, 82, 83, 84, 87, 120 ;
- et les appel-bus : AB80, AB84 et AB88.

#### Transports ferroviaires
La gare de La Seyne-Six-Fours est une gare ferroviaire de la ligne de Marseille-Saint-Charles à Vintimille (frontière) située sur le territoire de la commune. C'est une gare de la Société nationale des chemins de fer français (SNCF), desservie par des trains express régionaux TER Provence-Alpes-Côte d'Azur.
La commune est proche de la gare de Toulon desservie par des TGV et des trains grandes lignes Intercités et Intercités de nuit.

#### Transports aériens
Par la route, la commune est située à 32 kilomètres de l'aéroport de Toulon-Hyères, à 87 kilomètres de l'aéroport Marseille-Provence et à 150 kilomètres de l'aéroport de Nice-Côte d'Azur.

### Risques naturels et technologiques
L'arrêté du préfet du Var du 6 août 2014 dresse un état des risques à La Seyne-sur-Mer.

#### Sismicité
La commune est située en zone 2, sismicité faible.

### Qualité de l'environnement
En application de la Loi littoral du 3 janvier 1986 relative à l’aménagement, la protection et la mise en valeur du littoral et d'autre part des dispositions de la Loi sur l'eau et les milieux aquatiques du 30 décembre 2006 et du schéma directeur d'aménagement et de gestion des eaux (SDAGE) qui en découle, une étude diagnostic de la situation environnementale d'accueil de navires de grande plaisance a été réalisée.
Un centre de compostage des déchets verts, commun à Toulon et à La Seyne-sur-Mer, a été réalisé à La Seyne-sur-Mer.

## Toponymie
Le nom de la commune est La Sèino en occitan provençal, norme mistralienne, ou La Seina selon la norme classique de l'occitan, francisé en La Seyne. Le « y » de la graphie française signale la diphtongue de la langue régionale (prononcé « èï »). Ce nom vient d'une plante peuplant autrefois cette zone marécageuse : « la saigne », comme en témoignent
les panneaux placés par la commune utilisant une forme étymologique, La Sanha de Mar en occitan/provençal et La Sagno de Mar selon la norme mistralienne, signifiant « la roselière de mer ».

## Histoire
Le nom de La Seyne provient d'un roseau qui poussait dans cette zone marécageuse, au fond de la baie qui baigne également Toulon. Cette plante était appelée la sagne, d'où le nom de La Seyne. Comme cela est précisé dans le chapitre des maires de la commune, le hameau de la Seyne appartenait autrefois à Six-Fours, commune mère.
Peu avant la Révolution française, l’agitation monte. Outre les problèmes fiscaux présents depuis plusieurs années, la récolte de 1788 avait été mauvaise et l’hiver 1788-89 très froid. L’élection des États généraux de 1789 avait été préparée par celles des États de Provence de 1788 et de janvier 1789, ce qui avait contribué à faire ressortir les oppositions politiques de classe et à provoquer une certaine agitation.
C’est au moment de la rédaction des cahiers de doléances, fin mars, qu’une vague insurrectionnelle secoue la Provence. Une émeute d’origine frumentaire se produit à La Seyne les 26 et 27 mars. Elle s’en tient à des menaces contre les possédants, mais avec une certaine mise en scène, puisqu’un cercueil est apporté, au son lugubre du tambour, devant la porte d’une des personnes visées par l’émeute. Il est ensuite prévenu d’avoir à se préparer à mourir. Cette émeute parvient à obtenir la suppression d’un impôt, le piquet. Dans un premier temps, pour calmer la population, on envoie un détachement de l’armée. Puis des poursuites judiciaires sont diligentées, mais les condamnations ne sont pas exécutées, la prise de la Bastille comme les troubles de la Grande peur provoquant, par mesure d’apaisement, une amnistie début août.

### Les chantiers navals (1835-1986)

#### LeXIXesiècle
Ces derniers existent depuis plus de deux siècles, l’activité du premier chantier naval seynois est attestée en 1711 ; à l'origine, il s'agissait d'un chantier construisant des bateaux en bois de petite taille. Ils ont ensuite connus une forte expansion au cours de la première moitié du XIXe siècle, et c'est durant cette période que s’est développée l’utilisation de la métallurgie dans la construction des bateaux.
Ainsi, dès le début du XIXe siècle, une activité industrielle potentiellement polluante (utilisation d’hydrocarbures et de métaux) est présente dans le quartier du site.
En 1848, les chantiers sont agrandis sur plusieurs milliers de m², emploient 1 300 personnes et assemblent de nombreux navires.

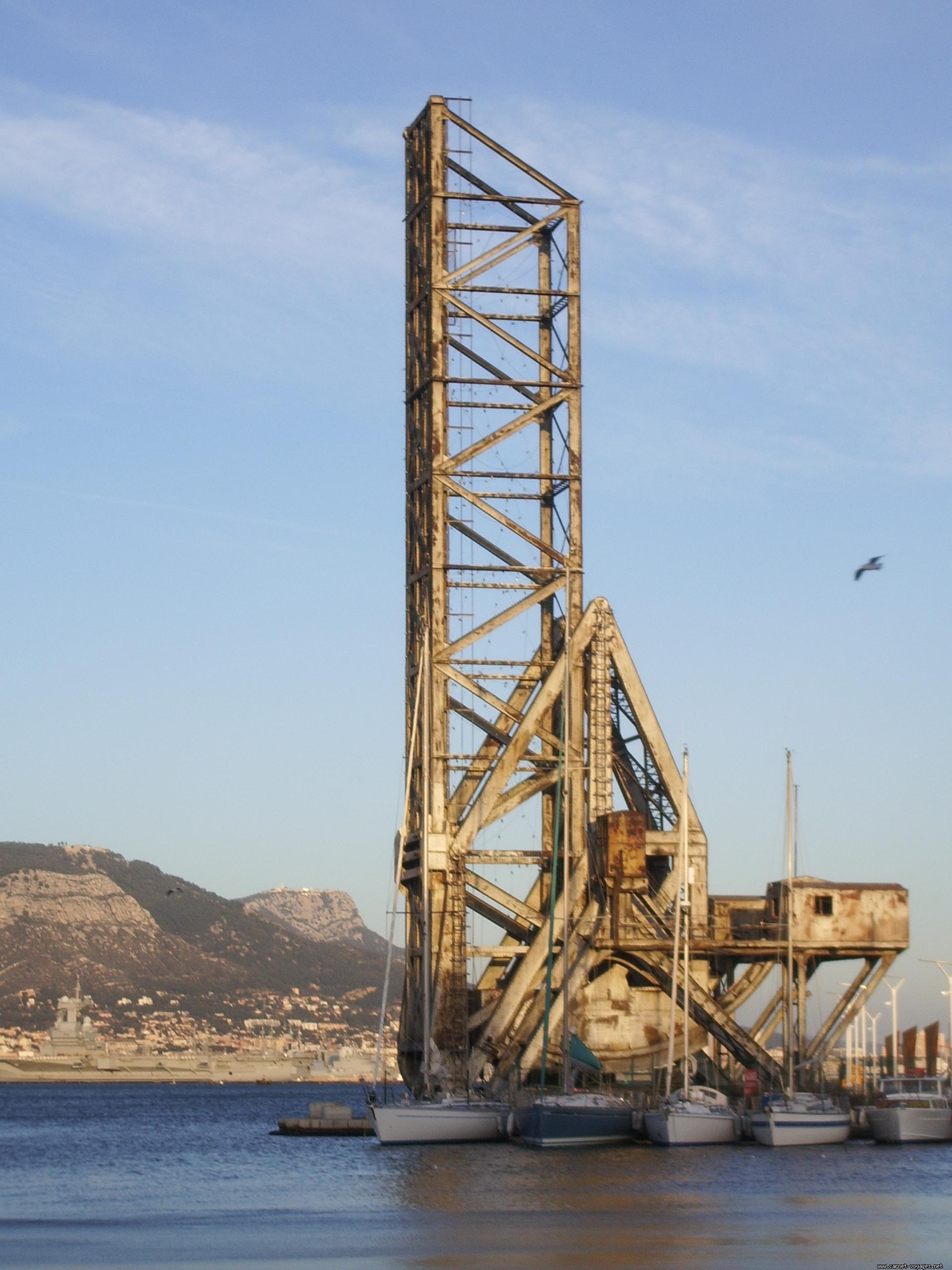
L'ancien pont levant des chantiers navals de La Seyne-sur-Mer en 2006.

À partir de 1855, c’est la société des Forges et Chantiers de la Méditerranée (FCM) qui reprend la gestion du site industriel. Cette société connaît alors un essor très important dans la construction des navires, aussi bien civils que militaires.
Un rapport des archives de la Marine de 1884 désigne les chantiers de la FCM comme les plus importants de France, par leur surface (14,6 ha) et la longueur de leurs quais (près d'1 km). Ils disposent en effet de 10 cales de construction dont la taille permet aux FCM de construire les plus grands bateaux de l'époque.
Ces grands bateaux sont les paquebots et les cargos transocéaniques qui assurent des liaisons entre l'Europe et le reste du monde, mais aussi de grands navires de marines militaires de puissances étrangères comme le croiseur japonais Matsushima. À cette époque, le rapport nous signale 2308 ouvriers employés dans les chantiers navals.

#### LeXXesiècle
D’autres grands travaux d'équipements débutent peu avant la Première Guerre mondiale, avec l’installation de deux énormes caissons pour obtenir en 1927 le plus grand bassin du monde.
Les FCM conservent ainsi la gestion du site jusqu’à la veille de leur liquidation en 1966.

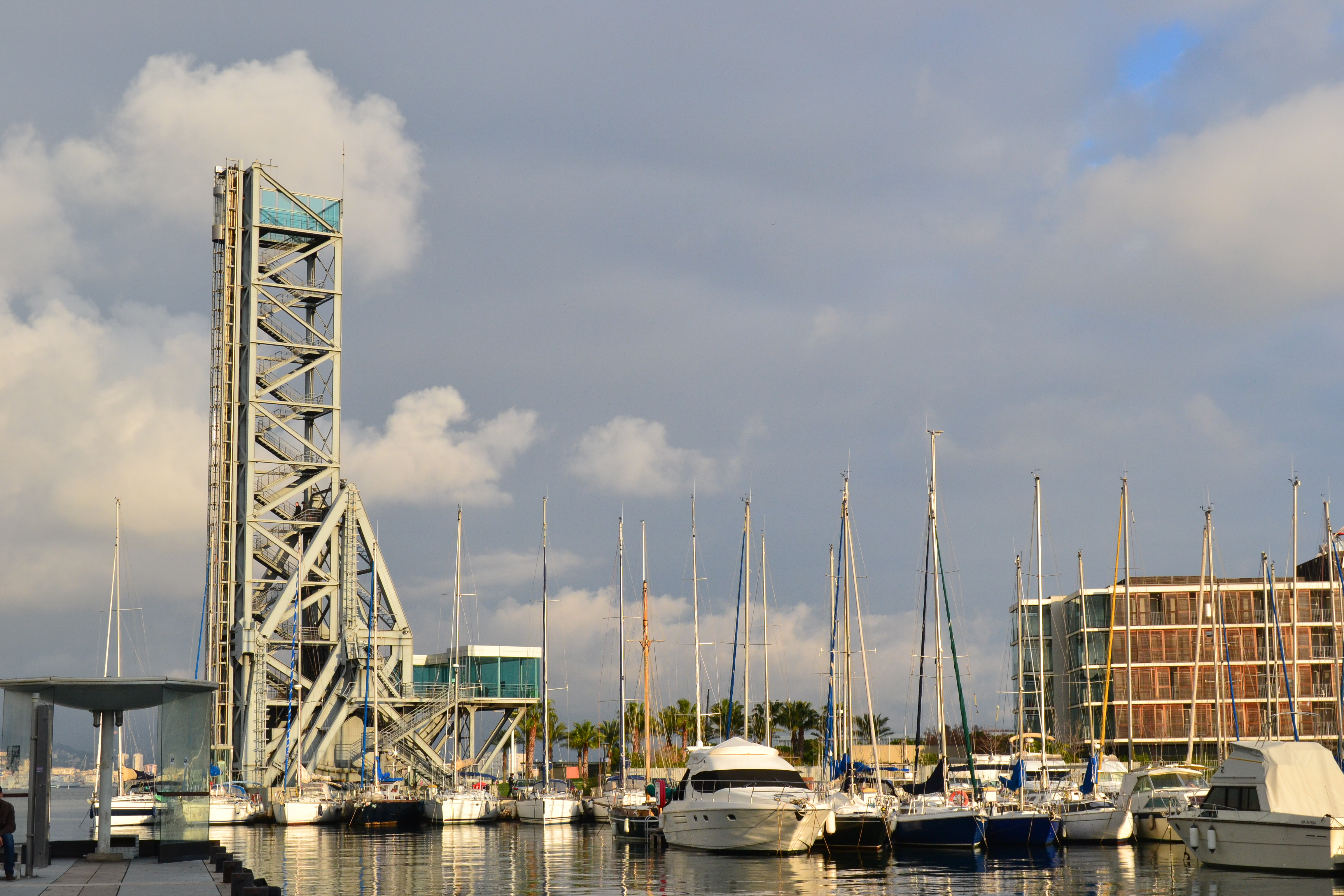
Le pont levant de La Seyne-sur-Mer en 2015 après rénovation.

Les chantiers changent de nom au fur et à mesure de la reprise et prennent alors le nom de Constructions navales et industrielles de la Méditerranée (CNIM). Comme d'autres chantiers français en perte de vitesse, les CNIM tentèrent de recentrer leurs activités en exploitant des niches technologiques moins exposées à la concurrence internationale, notamment la construction de navires spéciaux, méthaniers, frigorifiques, de barges flottantes et d'équipements pour les plates-formes pétrolières.
Lors de la Seconde Guerre mondiale, un bombardement aérien entraîne le 29 avril 1944 une destruction partielle des chantiers et du site. Le 17 août 1944, des mines sous-marines engendrent ensuite une destruction plus importante des chantiers.
Cependant, ils seront reconstruits et agrandis dès 1949 pour atteindre 25 hectares et un front de mer de 1 400 mètres. Le nom CNIM est adopté en 1966. C'est la première entreprise en grève du département lors de Mai 68 en Provence.
En 1973, à la veille du choc pétrolier, les chantiers de La Seyne-sur-Mer employaient plus de 5 000 personnes. Après les grèves à répétition des années 1970, le rapprochement et le naufrage des Chantiers du Nord et de la Méditerranée (la Normed) après l'échec des négociations, il est procédé à la fusion de France-Dunkerque, des Chantiers navals de La Ciotat et des CNIM. Le nom CNIM en tant qu'établissement de La Seyne-sur-Mer réussit à subsister en dehors de la construction navale. De nouvelles activités sont créées pour se diversifier avec la construction de nombreux escaliers mécaniques, en service à Paris et dans plusieurs lignes du métro de Hong Kong, furent construits par les CNIM. À la suite de la liquidation du Groupe CNIM en 2022, les activités de la division CNIM Systèmes Industriels, reprise par le groupe Reel, subsistent à La Seyne-sur-Mer ; environ 450 personnes y travaillent.
Le pont levant de La Seyne a été inscrit sur l'inventaire supplémentaire des monuments historiques, par arrêté du 3 novembre 1987. Il constitue, avec les grands quais, les seuls vestiges de ce chantier naval (un ascenseur, nouvellement intégré, permet d'y admirer la vue de son sommet). Le centenaire de sa construction est célébré en 2017.

### Crise et reconversion
On peut estimer que le site a connu à partir de ce moment-là une baisse conséquente de son activité industrielle jusqu'en 1985 avec la construction du dernier bateau et en 1989 avec la fermeture définitive des chantiers navals. La ville souffre dans les années 1990 de la crise économique (taux de chômage de 30 %) et de la corruption de ses responsables politiques (avec deux maires successifs, Charles Scaglia - Parti républicain - et François Hérisson - Rassemblement pour la République -, mis en examen).
La Seyne-sur-Mer, pour faire face à la crise de ses activités industrielles, devait opérer une réelle reconversion et diversifier ses activités dans d'autres secteurs. Ainsi, un vaste programme d'aménagement de la ville fut mis en place, notamment avec l'inauguration du parc Fernand-Braudel en 1999 par l'ancien maire Maurice Paul, avec l'inauguration du parc de la Navale en 2006 par l'ancien maire Arthur Paecht (voir section Rénovations). La ville se tourne alors résolument vers le tourisme balnéaire, déjà amorcé au XIXe siècle avec l'aménagement des Sablettes et de Tamaris, par Michel Pacha, et le tourisme culturel grâce à la richesse de son patrimoine historique et à la beauté du cadre naturel provençal (voir sections Patrimoine naturel et Patrimoine culturel et historique).
Le 16 mai 2025, la maire de la Seyne-sur-Mer, Nathalie Bicais (Les Républicains), est condamnée par le tribunal correctionnel de Toulon à une peine de dix-huit mois de prison avec sursis, une inéligibilité de cinq ans avec exécution provisoire, une interdiction d’exercer toute fonction publique de deux ans et une amende de 20000 euros. Il lui est reproché d'avoir obtenu frauduleusement un permis de construire pour sa maison personnelle et d'avoir accordé un emploi à la mairie de La-Seyne-sur-Mer à un proche sans appel à candidature. Elle est contrainte de quitter immédiatement ses fonctions.

### Liste indicative de quelques réalisations
Liste indicative de quelques réalisations par les chantiers de La Seyne :
- Melody

### Croix de guerre
La commune a été décorée, le 11 novembre 1948, de la Croix de guerre 1939-1945,.

## Politique et administration

### Découpage territorial

#### Intercommunalité
Elle fait partie de la métropole Toulon Provence Méditerranée.

### Tendances politiques et résultats
La maire Nathalie Bicais, élue en 2020, est démise de sa fonction le 19 mai 2025 après une condamnation à une peine d'inéligibilité,.

### Cantons
Le territoire de La Seyne couvre deux cantons :
- au nord, le canton de La Seyne-sur-Mer comprenant le centre ancien et les quartiers de Berthe ;
- au sud, le canton de Saint-Mandrier-sur-Mer couvre les quartiers sud, dont le quartier de Tamaris et des Sablettes, ainsi que la commune voisine de Saint-Mandrier-sur-Mer.

### Politique de développement durable
La ville a engagé une politique de développement durable en lançant une démarche d'Agenda 21 en 2003.
La Seyne-sur-Mer a reçu trois fleurs au concours des villes et villages fleuris.

### Finances communales
En 2019, le budget de la commune était constitué ainsi :
- total des produits de fonctionnement : 90 594 000 €, soit 1 386 € par habitant ;
- total des charges de fonctionnement : 83 462 000 €, soit 1 276 € par habitant ;
- total des ressources d’investissement : 20 543 000 €, soit 314 € par habitant ;
- total des emplois d’investissement : 18 853 000 €, soit 288 € par habitant ;
- endettement : 127 977 000 €, soit 1 957 € par habitant.

Avec les taux de fiscalité suivants :
- taxe d’habitation : 25,50 % ;
- taxe foncière sur les propriétés bâties : 34,11 % ;
- taxe foncière sur les propriétés non bâties : 76,70 % ;
- taxe additionnelle à la taxe foncière sur les propriétés non bâties : 0,00 % ;
- cotisation foncière des entreprises : 0,00 %.

Chiffres clés Revenus et pauvreté des ménages en 2018 : Médiane en 2018 du revenu disponible, par unité de consommation : 20 020 €.

### Justice et sécurité
La Seyne-sur-Mer dépend des tribunaux suivants :
- Tribunal d'instance de Toulon
- Tribunal de grande instance de Toulon
- Cour d'appel d'Aix-en-Provence
- Tribunal pour enfants de Toulon
- Tribunal administratif de Toulon
- Cour administrative d'appel de Marseille

### Jumelages
La commune de La Seyne-sur-Mer est jumelée avec :
- Buti
- Berdiansk
- Maardu
- Tortel
- Menzel Bourguiba
- Reinickendorf

## Population et société

### Démographie
L'évolution du nombre d'habitants est connue à travers les recensements de la population effectués dans la commune depuis 1793. Pour les communes de plus de 10 000 habitants les recensements ont lieu chaque année à la suite d'une enquête par sondage auprès d'un échantillon d'adresses représentant 8 % de leurs logements, contrairement aux autres communes qui ont un recensement réel tous les cinq ans,.

En 2022, la commune comptait 62 905 habitants, en évolution de −2,65 % par rapport à 2016 (Var : +4,98 %, France hors Mayotte : +2,11 %).
| 1793  | 1800  | 1806  | 1821  | 1831  | 1836  | 1841  | 1846  | 1851  |
| ----- | ----- | ----- | ----- | ----- | ----- | ----- | ----- | ----- |
| 3 980 | 4 895 | 4 826 | 5 605 | 6 732 | 6 344 | 7 099 | 6 497 | 7 401 |

| 1856  | 1861   | 1866   | 1872   | 1876   | 1881   | 1886   | 1891   | 1896   |
| ----- | ------ | ------ | ------ | ------ | ------ | ------ | ------ | ------ |
| 8 709 | 11 700 | 11 192 | 10 123 | 10 655 | 12 072 | 13 166 | 14 332 | 16 341 |

| 1901   | 1906   | 1911   | 1921   | 1926   | 1931   | 1936   | 1946   | 1954   |
| ------ | ------ | ------ | ------ | ------ | ------ | ------ | ------ | ------ |
| 21 002 | 19 747 | 22 093 | 23 168 | 24 678 | 26 817 | 27 073 | 26 172 | 26 672 |

| 1962   | 1968   | 1975   | 1982   | 1990   | 1999   | 2006   | 2011   | 2016   |
| ------ | ------ | ------ | ------ | ------ | ------ | ------ | ------ | ------ |
| 33 570 | 43 783 | 51 155 | 57 659 | 59 968 | 60 188 | 56 768 | 62 640 | 64 620 |

| 2021   | 2022   | - | - | - | - | - | - | - |
| ------ | ------ | - | - | - | - | - | - | - |
| 62 763 | 62 905 | - | - | - | - | - | - | - |

### Enseignement

#### Écoles maternelles et élémentaires[58]
| Maternelles                         | Élémentaires                        |
| ----------------------------------- | ----------------------------------- |
|                                     | École Lucie-Aubrac                  |
| École Georges-Brassens              | École Georges-Brassens              |
| École Collines-de-Tamaris           |                                     |
| École Eugénie-Cotton                |                                     |
| École relais Jacques-Derrida        |                                     |
| École Anatole-France                |                                     |
|                                     | École Jean-Giono                    |
| École Victor-Hugo                   | École Victor-Hugo                   |
| École Jean-Jaurès                   |                                     |
| École Léo-Lagrange                  | École Léo-Lagrange-1                |
|                                     | École Léo-Lagrange-2                |
| École Amable-Mabily                 |                                     |
|                                     | École Émile-Malsert-1               |
|                                     | École Cédric-de-Pierrepont          |
|                                     | École Jean-Baptiste-Martini         |
| École Marie-Mauron                  |                                     |
| École Toussaint-Merle               | École Toussaint-Merle               |
|                                     | École Marcel-Pagnol                 |
|                                     | École Ernest-Renan                  |
| École Romain-Rolland                |                                     |
| École Jean-Jacques-Rousseau         | École Jean-Jacques-Rousseau         |
| École Antoine-de-Saint-Exupéry      | École Antoine-de-Saint-Exupéry      |
| Institution Sainte-Thérèse (privée) | Institution Sainte-Thérèse (privée) |
| École Pierre-Semard                 |                                     |
| École Édouard-Vaillant              |                                     |

#### Collèges et lycées[61]
| Collèges                         | Lycées                                   |
| -------------------------------- | ---------------------------------------- |
| Collège Marie-Curie              | Lycée général et technologique Beaussier |
| Collège Jean-L'Herminier         | Lycée Polyvalent Paul Langevin           |
| Collège Paul-Éluard              |                                          |
| Institution Sainte-Marie (privé) | Institution Sainte-Marie (privé)         |
| Collège Henri-Wallon             |                                          |

### Cultes
- Culte catholique, paroisse Saint-Jean Baptiste, diocèse de Fréjus-Toulon[63].
- Notre-Dame-de-Bon-Voyage[64], au centre-ville ;
- Chapelle catholique Notre-Dame-du-Mai ou de Bonne-Garde[65], surnommée « la Bonne Mère » ;
- Église Notre-Dame-de-la-Mer[66], située dans le quartier Mar-Vivo ;
- Centre culturel musulman de La Seyne-sur-Mer ;
- Centre consistorial israélite de La Seyne-sur-Mer et de l'Ouest varois[67].

### Manifestations culturelles et festivités
- Festival du Cirque contemporain « Janvier dans les étoiles », remplacé en 2016 par la « Saison du Cirque Méditerranée »[68], en janvier à l'Espace Chapiteaux aux Sablettes.
- Festival de jazz, en été au fort Napoléon. (Définitivement terminé)
- Festival de musique cubaine.
- Festival « Couleurs Urbaines ».
- Festival Musiques & Patrimoine en Pays Varois[69], Médiathèque des Sablettes, Le clos Saint-Louis, les 26 et 27 juillet et 1er et 2 août 2019.

### Santé
La ville dispose d'espaces santé très complets et bénéficie de ceux, proches, situés à Toulon.
Aujourd'hui l'hôpital Font-Pré et Chalucet de Toulon, remplacés par l'hôpital Sainte-Musse depuis le 12 mars 2012, font partie du centre hospitalier intercommunal Toulon la Seyne sur Mer qui regroupe deux autres hôpitaux de l'agglomération toulonnaise : l'Hôpital George Sand à La Seyne-sur-Mer et l'Hôpital Georges-Clemenceau à La Garde.

### Sports
- Union sportive seynoise, club omnisports de la ville réputé pour sa section de rugby à XV qui évolue en Fédérale 1
- Football Club seynois
- La Seyne Var Handball
- Vélo Sport seynois
- Stade de Berthe
- Stade Guimier
- Stade Hubidos
- Stade Antoine-Scaglia
- Stade Victor-Marquet
- Salle Maurice-Baquet
- Salle Delfino
- Gymnase Langevin
- Gymnase Alain-Mimoun
- Gymnase Sauvat
- Complexe sportif Léry
- Salle de boxe Centa
- Base nautique de Saint-Elme
- Piscine Aquasud
- Stade Sebastien-Squillaci
- la route du Jasmin y prend son départ

### Médias

#### Télévision
En 1967, Robert Dhéry y tourne des plans dans son film Le Petit Baigneur avec Louis de Funès. On y reconnait les Chantiers du Midi et le fort de Balaguier. Le film sortira en 1968.
L'école élémentaire Émile-Malsert a accueilli le tournage d'une série nommée La Cour des grands (France 2).
Pour les besoins du tournage, des petits Seynois et Seynoises ont pu passer une audition et ainsi devenir figurants.
Pour les besoins du film de cape et d'épée Blanche (film, 2002) , troisième long métrage de Bernie Bonvoisin, la dernière scène a été tournée au fort Napoléon.
La scène finale de la saison 2 de Mafiosa (2008) est tournée à la chapelle de Notre-Dame-du-Mai.
Le réalisateur des Vacances de Ducobu, Philippe de Chauveron, a choisi le Var pour le tournage de son dernier long-métrage, qui s’est déroulé en septembre et octobre 2011 : vacances d’été obligent, des décors de plages ensoleillées étaient nécessaires. Sur l’affiche du film, on peut reconnaître la plage des Sablettes de La Seyne-sur-Mer comme le souligne Nice Matin. Heureux hasard, le nouveau garçon qui interprète Ducobu à l’écran, François Viette, est seynois. On reconnaît également le fort de Balaguier.

#### Radio
Les fréquences radio sur La Seyne-sur-Mer : trente radios sont disponibles.

## Économie
La situation et la desserte de la ville lui confère des possibilités de développement et d'accueils diversifiés.

### Entreprises et commerces

#### Agriculture et pêche
- La métropole Toulon Provence Méditerranée considère le maintien et le développement de l’agriculture comme un axe privilégié de son action économique d’intérêt communautaire et intervient dans les divers domaines d'activités[74].

#### Tourisme
La ville dispose de :
- 12 hôtels ;
- 2 résidences de tourisme ;
- 37 chambres d'hôtes ;
- 5 campings ;
- 370 locations saisonnières etc ;
- 46 restaurants ;
- 1 casino.

#### Commerces
La ville dispose de 201 magasins de proximité, supermarchés...
La Seyne-sur-Mer comptait 4 065 entreprises du secteur marchand en 2014, et un Pôle Mer Méditerranée comptant 25 entreprises de la commune.
Plus de 480 cellules commerciales, représentant 110 activités, sont recensées sur le centre-ville.

## Culture locale et patrimoine

### Patrimoine naturel

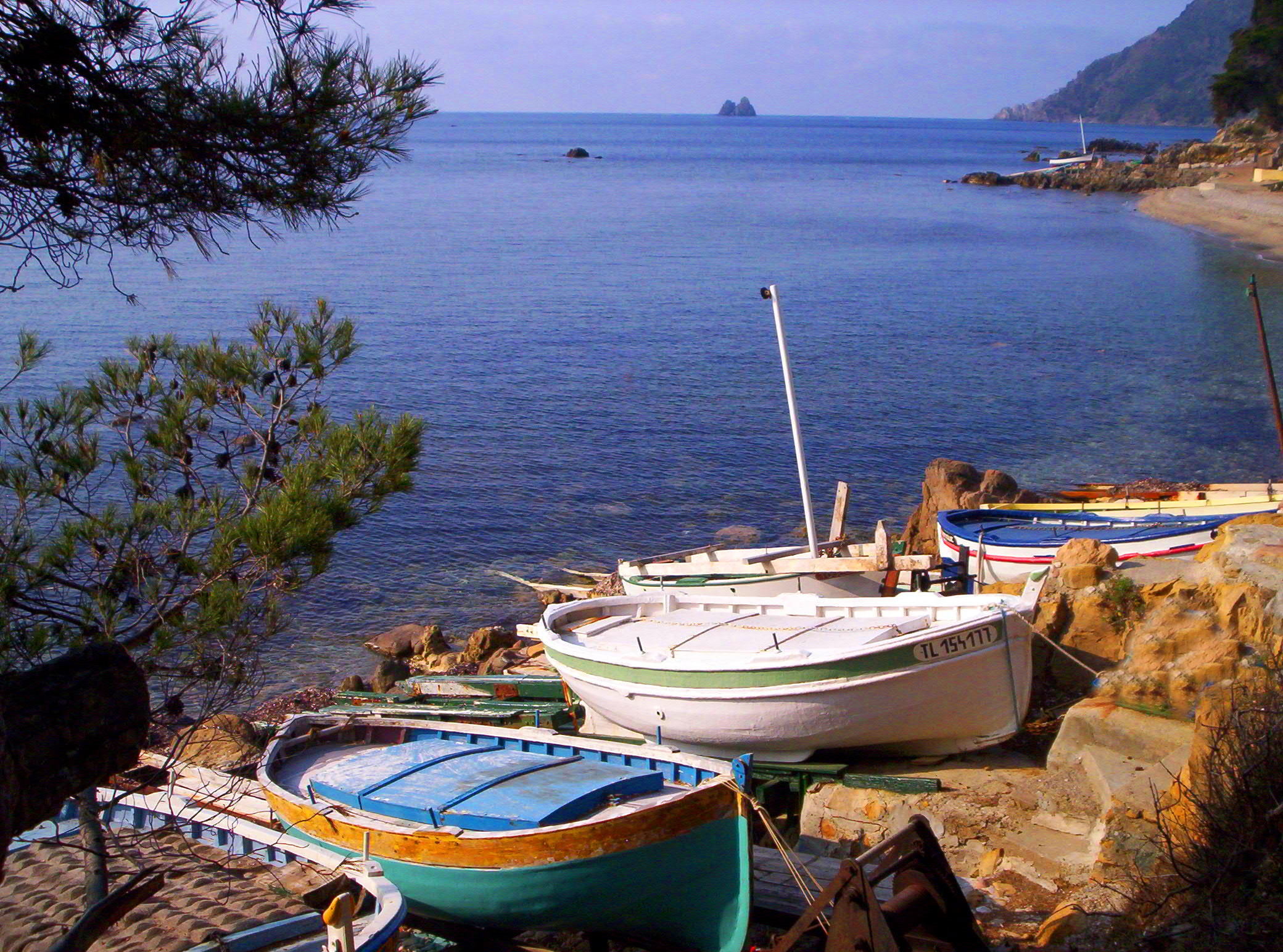
La Verne, les Deux Frères et le cap Sicié.
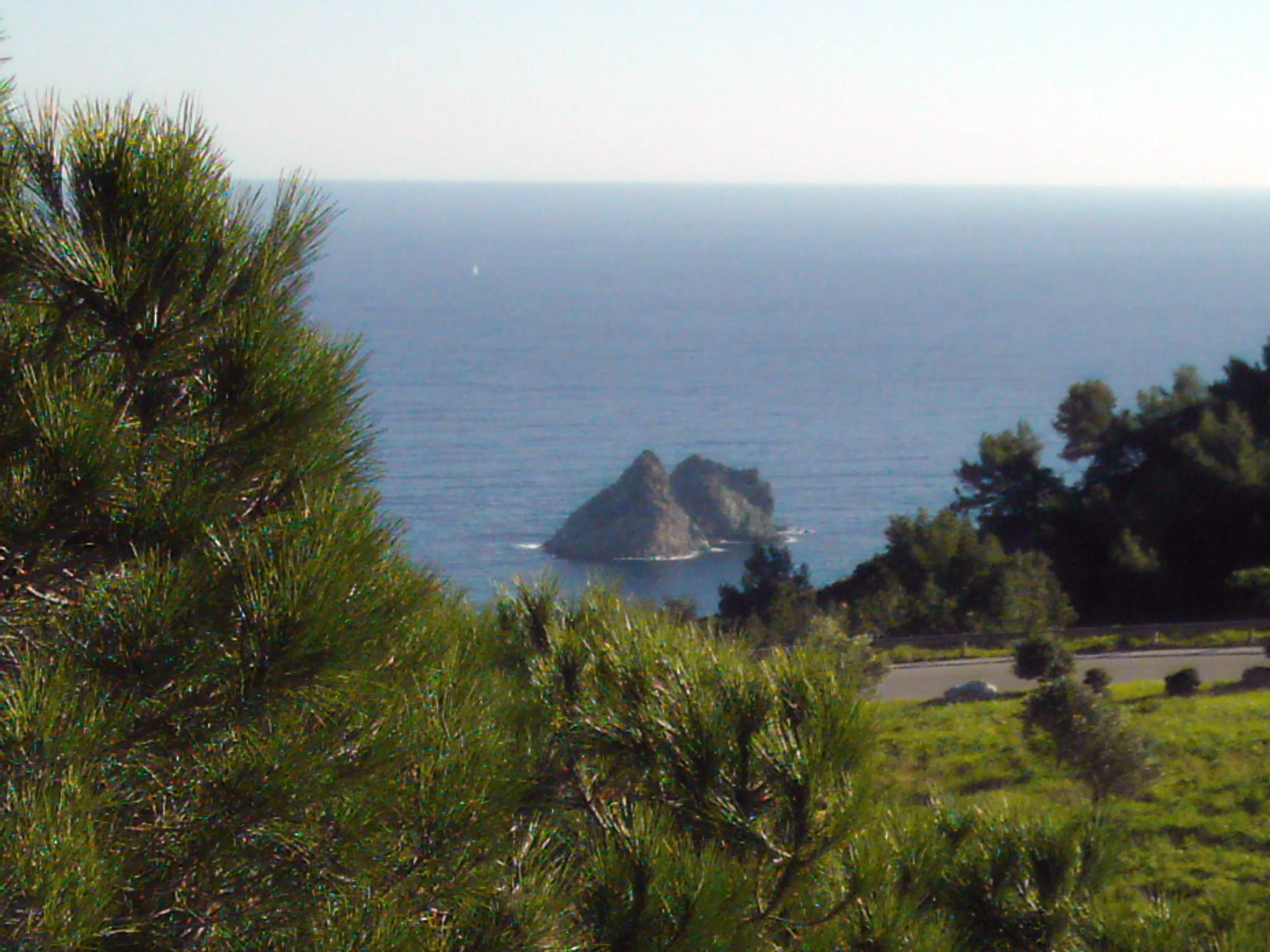
Les Deux Frères.

- Les Sablettes : c'est la plage la plus connue et la plus prisée de la ville. Elle se trouve sur l'isthme de la presqu'île de Saint-Mandrier. C'est une longue bande de sable fin qui s'étale du petit port de Saint-Elme jusqu'à Mar-Vivo, avec depuis quelques années le parc paysager Fernand-Braudel de 7,5 hectares.
- À l'ouest des Sablettes, la Verne et ses rochers décorés de bateaux de pêche multicolores remontés à terre sur des rails, ses plages abritées du mistral comme le sont, à la suite, la plage de Fabrégas et son sable noir ainsi que les plages naturistes du Jonquet.
- Les Deux Frères : deux rochers émergeant à la pointe du cap Sicié visibles depuis la plage des Sablettes et emblématiques de la ville[79].
- La forêt de Janas : remarquable ensemble boisé par sa diversité et sa conservation. S'étendant de la ville de La Seyne, jusqu'au cap Sicié. Le cap Sicié géologiquement schisteux, est de même origine que la Corse et la Sardaigne. Après l'effondrement du bassin Méditerranéen, ces trois lieux résistèrent en tant qu'îles, ou promontoire.
- Le parc du Manteau, ancienne propriété de Michel Pacha[80] dans le quartier de Tamaris[81]. Le château du Manteau, construit vers 1880 sur les plans de l'architecte Paul Page et d'inspiration orientale[82], a été détruit mais le parc botanique existe toujours. On y remarque notamment des éléments d'architecture rocaille remarquables comme un moulin ou une barque de pêcheur en ciment armé signée V. Picasse et datant de 1892[83].

Le parc exotique accueille des arbres remarquables à grand développement (araucarias, cocotiers du Chili) ainsi que de nombreux palmiers rares (caryotas, Kentias,) et tropicaux qui sont encore cultivés dans ce jardin devenu le parc d'une résidence privée, lotie en copropriété et fermée au public.
- Le site historique des anciens chantiers navals[26] : entièrement aménagé en parc paysager. Inauguré en janvier 2006, le site des anciens chantiers navals reste un lieu de mémoire, symbolisé par la rénovation de la Porte des Chantiers et prochainement par la rénovation du pont levant en observatoire. Il témoigne du passé industriel et maritime de la ville.

### Patrimoine culturel et historique

#### Le patrimoine religieux

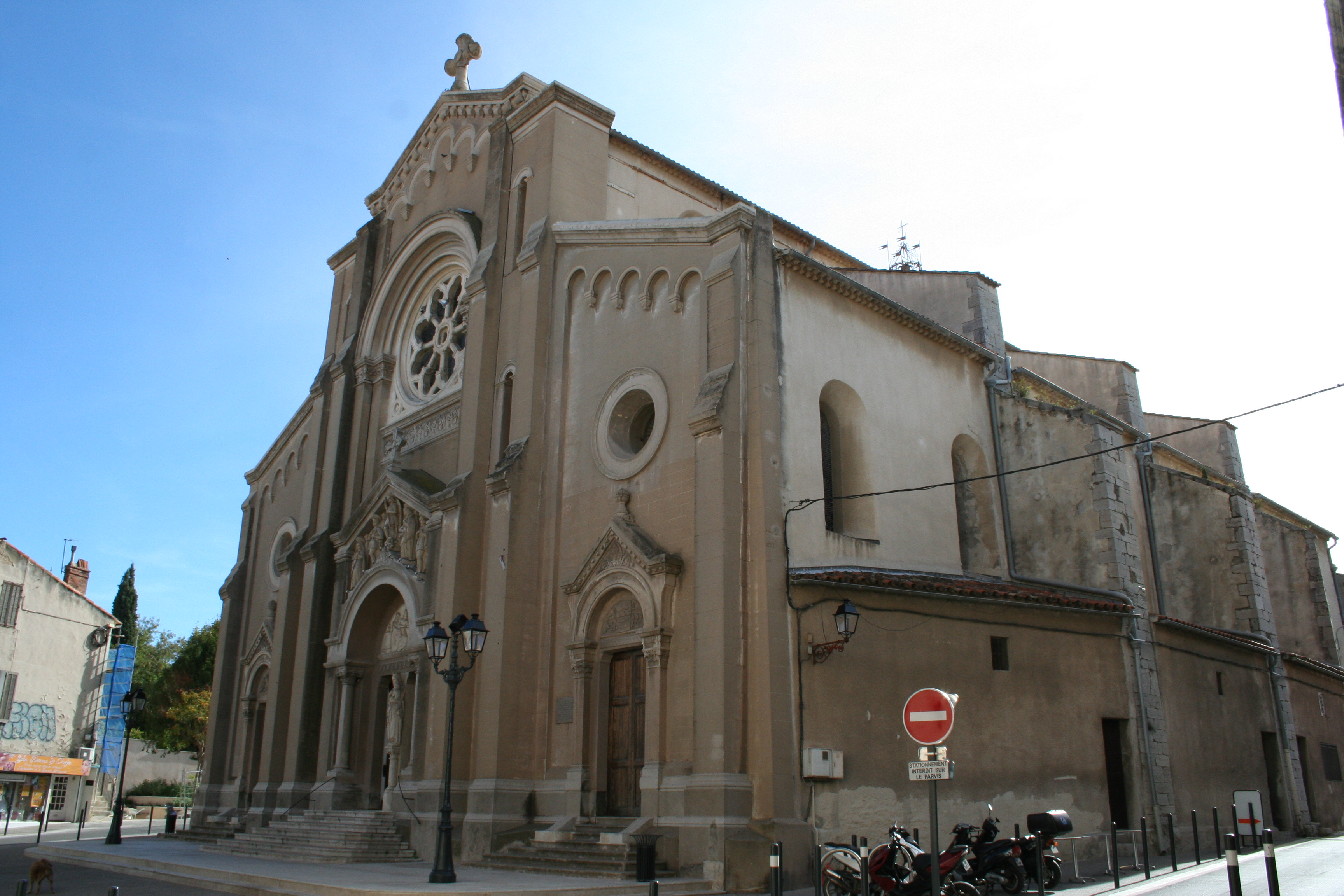
Église Notre-Dame-du-Bon-Voyage.

- L'église Notre-Dame-de-Bon-Voyage : construite en 1674, elle est parmi les plus anciens monuments de la commune[85],[86]. Le campanile provençal, de style gothique attardé du XVIIe siècle figure sur l’Inventaire supplémentaire des monuments historiques. La cloche de 1689 est classée au titre des objets mobiliers[87]. À l’intérieur de ce lieu de culte, la mécanique des orgues, partie instrumentale construite par François Mader[88], est classée en tant qu'objet mobilier[89],[90], ainsi que les statues en bois doré de saint Paul[91] et saint Pierre[92], le buste reliquaire de saint Éloi[93] (Allard, 1819) et le retable du XVIIe siècle représentant la bataille de Lépante[94].

Un parvis piétonnier (situé devant l’entrée du parking Martini) agrémente la façade néo-gothique de l’église, offerte jadis par Michel Pacha.
Il y a quelques dizaines d'années, le parvis de l'église était entouré d'une grille métallique supprimée depuis pour faciliter la circulation automobile. On raconte que jadis les pécheurs attachaient leurs bateaux aux barreaux de cette grille car la mer peu profonde arrivait près de l'église. Des quartiers ont été depuis construits sur la mer, éloignant le port et les bateaux de pêche.
- L'église Notre-Dame-de-la-Mer[95].
- L'église évangélique de Pentecôte, de confession protestante[96],[97].
- Monuments commémoratifs[98],[99].
- Le monument aux Justes[100].
- Les chapelles :
  - de l'Institution Sainte-Marie[101],[102] et son orgue[103].
  - Saint Vincent et son orgue de l'école de musique[104].
  - de Bonne-Garde, dite Notre-Dame-du-Mai[105],[106],[107].
  - Notre-Dame-de-Balaguier[108].

#### Le patrimoine industriel et maritime

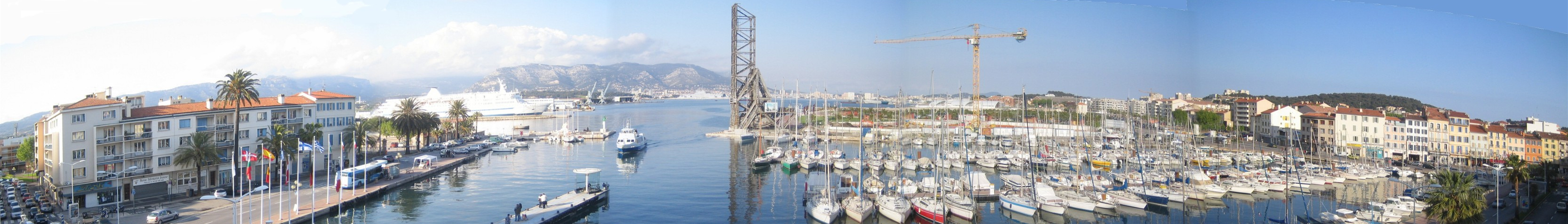
Vue panoramique du port de La Seyne-sur-Mer et de son pont levant emblématique.

- Le pont levant : il fut commandé à la société Daydé en 1913. Il entra en service en 1920 et permit d'assurer l’accès du chemin de fer sur le site des anciens chantiers navals sans traverser le centre-ville. Depuis 1986, le pont levant, emblème de la ville, reste dressé vers le ciel. Inscrit à l'inventaire supplémentaire des monuments historiques, sa restauration et sa mise en lumière ont débuté en 2007 et se sont achevées le 26 juin 2009. Il est depuis cette restauration doté d'un ascenseur qui permet d'atteindre le belvédère à 40 m de hauteur. Au 1er étage se déroule une exposition des moteurs autrefois utilisés pour permettre au pont de basculer, et qui permettaient de laisser passer les trains de marchandises chargés pour ravitailler les chantiers navals. Il est doté d'un éclairage par leds.

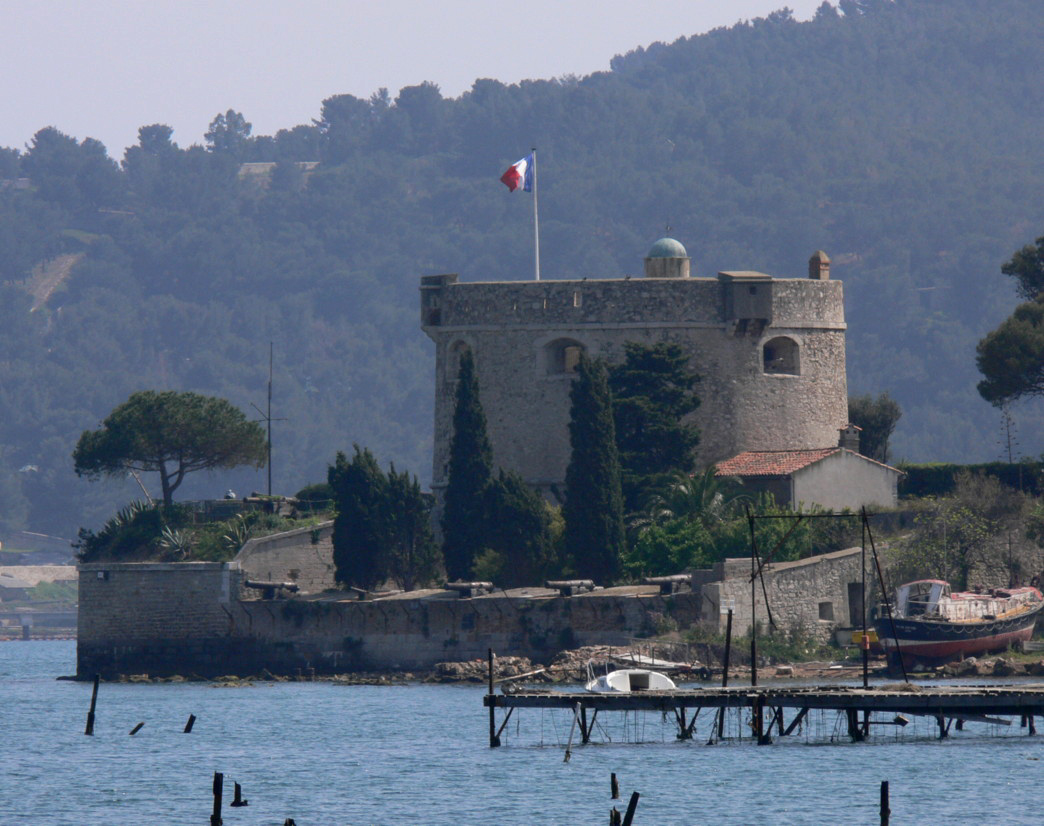
Le fort Balaguier.

- Le remorqueur Le Laborieux[109].
- Le carrousel Jules Verne[110].

#### Le patrimoine militaire
- Le fort Balaguier : situé sur la corniche Bonaparte[111], il accueille chaque année diverses expositions[112].
- Le fort de l'Éguillette[113], c'est de ce fort que le sous-lieutenant Napoléon Bonaparte libéra Toulon des Anglais.
- Le fort Napoléon[114] : il accueille diverses expositions et manifestations culturelles dont un festival de jazz durant la période estivale[115].
- La Batterie de Peyras[116].

#### Le patrimoine civil

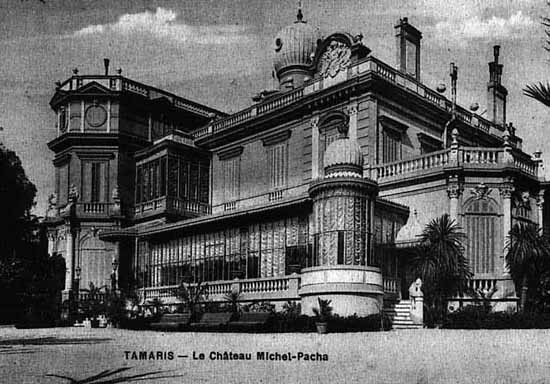
Le château de Michel Pacha à Tamaris en 1920.

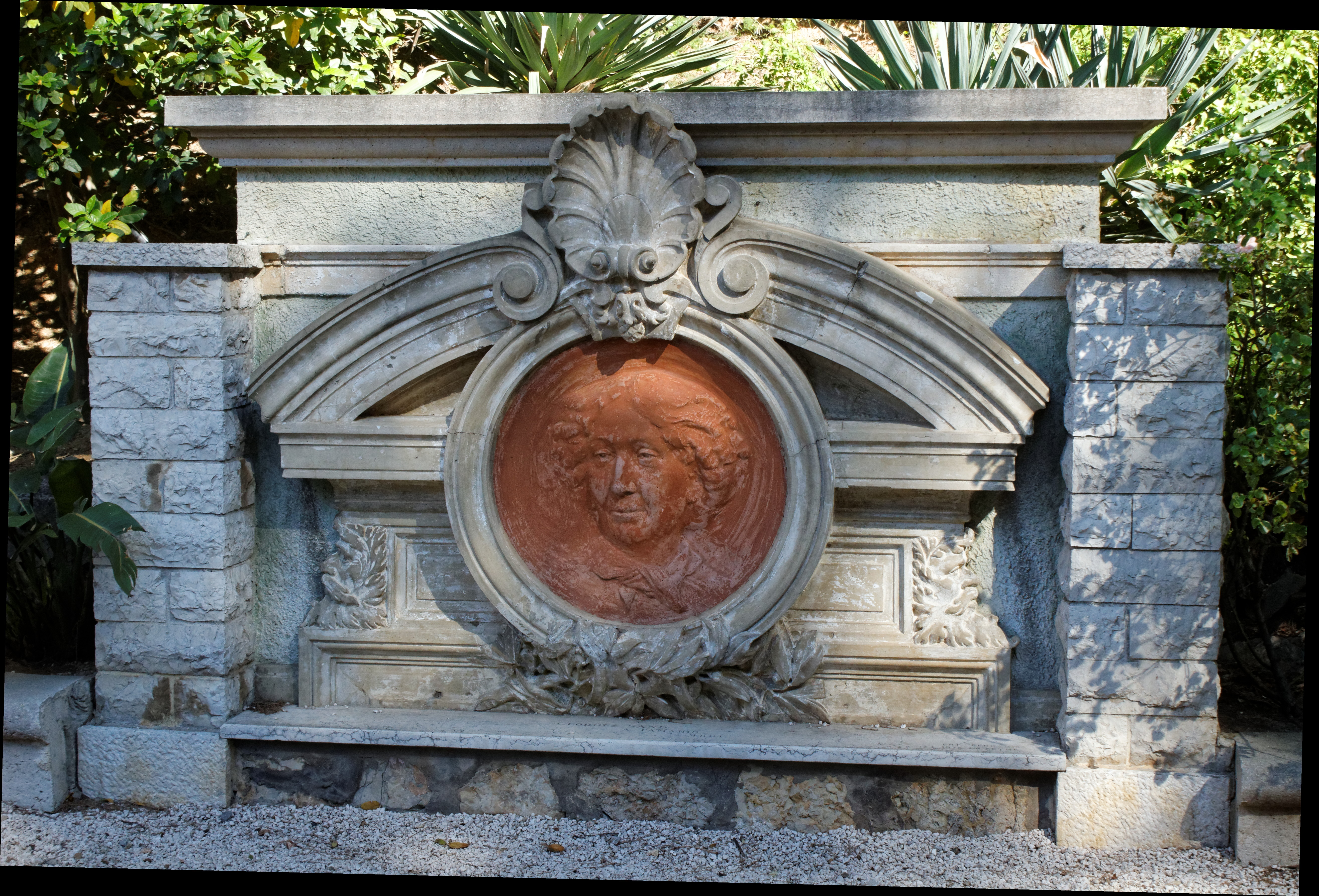
Médaillon représentant George Sand provenant de la bastide où elle demeura en 1861. Déposé au fort de Balaguier après la démolition de l'immeuble.

- L'Institut de biologie marine Michel-Pacha : qui fut jusqu'en 2008 la base de recueillement des données du télescope à neutrino Antares[117].
- La villa Tamaris, qui accueille diverses expositions durant l'année.
- La fresque Vasarely, façade nord l'hôtel de ville[118].

### Équipements culturels
- La commune, sous l'impulsion de son maire Toussaint Merle, a initié en 1967 une École municipale de musique, sous la direction de Jean Arèse, également chef adjoint de l'Opéra de Toulon. Cette école eut un grand rayonnement par les cours dispensés, de nombreux élèves devenant professionnels, elle est actuellement intégrée au Conservatoire à rayonnement régional de Toulon (Toulon Provence Méditerranée).
- Une école municipale de Beaux-Arts créée en 1960 d'abords sous forme d'une école de dessin avant d'être promue en tant que tel en 1968[119].
- La Philharmonique La Seynoise est aussi une des plus anciennes sociétés de musique du département (fondée en 1840)[120].
- La Bibliothèque de théâtre Armand Gatti (16 000 livres de théâtre, de 1740 à nos jours), est une bibliothèque de prêt, de consultation et de conservation, la seule de ce type jusqu'à la frontière italienne. Située place Martel Esprit, c' est également un lieu de résidence spécialisé, accueillant uniquement des auteurs écrivant pour le théâtre ou "la rue"[121].
- Café théâtre La 7e vague, lieu de convivialité artistique, culturelle et citoyenne depuis 1999 (Graeme Allwright, Pierre Vassiliu, Anthony Joubert...).

### Jumelage
Depuis 1973, grâce à l'association locale France-Urss, un jumelage s'est constitué avec la ville de Berdiansk (Ukraine) ville thermale et balnéaire côtière de la mer d'Azov (110 000 hab).

### Personnalités liées à la commune
- Martin Bidouré (1825-1851), héros et martyr de la résistance varoise au coup d’État du 2 décembre 1851, pris par les soldats et fusillé deux fois. Une rue porte son nom.
- Sébastien Bisciglia (1984), joueur de rugby à XV
- Napoléon Bonaparte (1769-1821), qui s'est illustré lors du siège de Toulon en 1793 a donné son nom à :
  - la corniche Bonaparte, allant du fort de l'Éguillette jusqu'au fort Balaguier ;
  - le fort Napoléon[114], situé dans les hauteurs de Tamaris
- Fernand Bonifay (1920-1993), auteur-compositeur
- Edouard Bourdet (1887-1945), dramaturge, propriétaire de la Villa blanche sur les hauteurs de Tamaris
- Patrice Collazo (1974), ancien joueur de rugby à XV, entraîneur
- Boris Cyrulnik , psychiatre, psychanalyste et éthologue, professeur d'université
- Jonathan Delaplace (1986), footballeur
- Nicolas D'Oriano (1997), nageur
- Jérôme J. Dufourg (1986), directeur exécutif du FC Talanta (en)
- Charles Dufresne, peintre
- Alexis Farjaudon (1985), joueur de volley-ball
- Pier-Nicol Feldis (1986), joueur de rugby à XV
- Gaël Fickou (1994), joueur de rugby à XV
- Johannès Galland (1934), syndicaliste français des PTT
- Amandine Giardino (1995), volleyeuse
- Karine Giébel (1971), auteur français de romans policiers
- Bafétimbi Gomis (1985), footballeur
- Roland Huillet, Juste parmi les Nations[122],[100]
- Mickaël Ivaldi (1990), joueur de rugby à XV
- Édouard Jauffret (1900-1945), inspecteur d'Académie et auteur de manuels scolaires
- Bérengère Jullian (1983), actrice
- Henri Lacroix (1975), joueur de pétanque
- Fabien Lamatina (1985), footballeur
- Bruno Lancelle (1986), joueur de rugby à XV
- Christophe Laporte (1992), cycliste
- Marco Leal (1989), torero
- Laurent Lenne (1969), qui a participé en 2008 à la seconde saison de l'émission de télé-réalité de TF1 : Secret Story et exerce comme prêtre de rite anglican à La Seyne-sur-Mer.
- Jean-Charles Lepidi (1921-2009), homme politique français
- Léon Loppy (1966), ancien rugbyman
- Marcus Malte (1967), écrivain français de roman noir
- Jean Marquet (1883-1954), écrivain français
- Nampalys Mendy (1992), footballeur
- René Merle (1936-), occitaniste et écrivain français
- Toussaint Merle (1911-1969), homme politique français, ancien maire de La Seyne
- Frédéric Meyrieu (1968), ancien footballeur
- Marius Michel, dit Michel Pacha (1819-1907), capitaine, ingénieur des Phares et Balises. Homme d'affaires et bienfaiteur de la ville, a équipé la côte turque, la mer Égée et Constantinople en phares et balises. Il a été nommé pacha par le sultan Abdülmecit Ier
- Pierre Moustiers (1924-2016), écrivain
- Gérald Orsoni (1972), rugbyman à l'US La Seyne
- Alexia Palombo (1983), chanteuse, participante à la cinquième saison de l'émission de télé-réalité de TF1 : Star Academy en 2005
- Gabriel Pérès (1920-2004), directeur de l'Institut Michel-Pacha
- Giacomo Perez-Dortona (1989), nageur
- Henri Pétin (1870-1911), ancien maire de La Seyne-sur-Mer, ancien député du Var
- Pierre Poletti (1894-1971), résistant français, Compagnon de la Libération
- Claude-Henry Pollet (1933-2012), artiste peintre, et coloriste belge
- Sylvain Prudhomme (1979), écrivain
- Emmanuel Ragondet (1987), joueur de volley-ball
- Pascal Ragondet (1983), joueur de volley-ball
- Henri Rieunier (1833-1918), amiral, ministre de la Marine et préfet maritime de Toulon
- George Sand (1804-1876), qui a séjourné dans la villa Les Tamarins louée à Albert Trucy, du 18 février 1861 au 29 mai 1861 pour des raisons de santé[123]. Elle entreprit l'écriture de son roman Tamaris dès son retour dans sa propriété de Nohant dans l'Indre[124]. La villa a laissé place à des immeubles en 1975.
- Sébastien Squillaci (1980), footballeur à Arsenal
- Mohamed Sy (1980), ancien joueur français de basket-ball
- Henri Olive-Tamari (1898-1980), peintre, graveur, et poète
- Henri Tisot (1937-2011), acteur, écrivain, imitateur et humoriste
- Camille Traversa (1981), rugbyman
- Jean Gaspard de Vence (1747-1808), corsaire, amiral et préfet maritime de Toulon, commandera plusieurs de ses bateaux corsaires aux chantiers navals de La Seyne
- Paul Vidal de la Blache (1845-1918), géographe, mort à Tamaris
- Louis Vola (1902-1990), contrebassiste de jazz
- Émile Wróblewski (1835-1912), pianiste et compositeur polonais
- Marc Zanotti (1975), ancien footballeur français

### Héraldique
| Armes de La Seyne-sur-Mer | Blasonnement : D'azur, à deux poissons d'argent, l'un sur l'autre, le second contourné, et un chef cousu de gueules, chargé de cinq pains d'or, posés 3 et 2. |

Lorsqu'il est représenté avec ses ornements extérieurs, le blason est entouré de rameaux de chêne et de laurier, coiffé d'une couronne murale à trois tours et décoré de la Croix de guerre que la ville a reçue le 11 novembre 1948. Cette version des armoiries de La Seyne-sur-Mer, datant de la Révolution française et rétablie en février 2006, avait été privée de sa Croix de guerre et les rameaux de chêne et de laurier avaient fait place à des rameaux de sagne, tels que sur la version de 1700, tandis que les actuels cinq pains d'or étaient devenus des brioches.

## Les plages
La Seyne-sur-Mer dispose aussi de nombreuses plages.
En partant de la ville et en descendant vers le sud puis l'ouest, on trouve successivement :

### Petits points de baignade le long de la corniche
Nombreux coins de baignade plus ou moins confidentiels tout au long de la Corniche jusqu'à Tamaris

### Les Sablettes
C'est de loin la plage la plus importante de La Seyne, avec un beau sable doré.
Très grosse affluence pendant les vacances d'été.

### Mar Vivo
Elle se situe dans la continuité des Sablettes vers l'Est.

### La Verne
C'est une plage de cailloux avec quelques rampes pour hisser des pointus hors de l'eau.

### Fabrégas
Plage de sable sombre.

### Le Jonquet
Plage de cailloux située sous le Cap Sicié, après une descente relativement abrupte.
La partie Ouest de la plage est réservée aux nudistes.